# Eusèbe Renaudot
Eusèbe Renaudot, francoski teolog, akademik in menih, * 1646, † 1720.

## Dela
- Historia Patriarcharum Alexandrinorum (Pariz, 1713)
- Liturgiarum orientalium collectio (2 zvezka, 1715-16)